# Église Saint-Georges de Cannes
L'église Saint-Georges de Cannes est une église paroissiale de Cannes affectée au culte catholique romain depuis son rattachement au diocèse de Nice en 1974 et dédiée au culte anglican lors de sa création  en 1886 sous le nom de Saint George's Church et sous le vocable de Saint Georges en mémoire du prince Léopold d'Angleterre, duc d'Albany. Elle est inscrite au titre des monuments historiques par arrêté du 3 juillet 2020 puis classée par arrêté du 19 décembre 2023.

## Localisation
L'église Saint-Georges est située 29 avenue du roi Albert 1er dans le quartier Californie - Pezou de Cannes dans le département des Alpes-Maritimes en région française de Provence-Alpes-Côte d'Azur.

## Historique
À la mort accidentelle du fils de la reine Victoria, le prince Léopold d'Angleterre, duc d'Albany, le 28 mars 1884 dans la villa Névada du boulevard Saint-Georges à Cannes où il séjourne régulièrement. 
Saint-George's Church est édifiée en sa mémoire à l'initiative de son frère, Albert Edward, prince de Galles, sur un terrain cédé par le propriétaire de l'hôtel de la Californie à la colonie anglaise éprouvée auprès de laquelle une souscription est organisée afin de réunir les fonds nécessaires à la construction. 
L'église est conçue par l'architecte anglais Arthur Blomfield. Sa construction débute en 1886 et sa consécration au culte anglican sous l'égide de l'évêque de Gibraltar est célébrée le 12 février 1887 en présence du prince de Galles. Elle reçoit la visite de la reine Victoria en 1887, 1891 et 1898 pour la confirmation de la princesse Alice. 
Le gisant du duc d'Albany sculpté par Ernest Pellegrini est inauguré le 6 avril 1890,,.
L'église est vendue à la ville de Cannes, rattachée au diocèse de Nice en 1970 et affectée au culte catholique romain en 1974,,.

## Architecture
Conçue par l'architecte britannique Arthur Blomfield dans un plan allongé et dans un style éclectique à tendance gothique anglais, l'église est construite sur un terrain de 1 145 m2 et entourée d'un jardin d'agrément planté de palmiers et fermé d'un mur de clôture et d'un portail en ferronnerie. Elle est constituée d'une nef centrale à deux travées, de deux collatéraux, abritant les chapelles ardente et d'Albany, et d'un chœur à chevet plat, surmontés d'une charpente et d'une fausse voûte en berceau brisé recouvertes d'un lambris polychrome. Les élévations intérieures sont percées de grands arcs brisés et d'un arc triomphal. La façade occidentale à pignon découvert est flanquée d'un clocher-tour couronné d'une flèche polygonale en pierre de taille. Les élévations extérieures sont parées de grès rose alternant avec du calcaire blanc. La façade ouest est ornée d'une sculpture de Frederick William Pomeroy représentant Saint Georges. L'église est couverte d'un toit de tuiles à longs pans. Les vitraux, les mosaïques, les ferronneries et le mobilier sont conçus outre-manche. Elle était associée à une villa faisant office de presbytère,,.

## Orgue
L'église Saint-Georges de Cannes possède un orgue qui porte la marque de Goll et Cie de Lucerne mais serait un orgue anglais de type Willis repris par Goll en 1908.

## Protection du patrimoine
L'église Saint-Georges ou Saint George's Church de Cannes est inscrite à l'inventaire général de la région Provence-Alpes-Côte d'Azur au titre du recensement du patrimoine balnéaire de Cannes en 1982 puis inscrite au titre des monuments historiques par arrêté du 3 juillet 2020 et enfin classée par arrêté du 19 décembre 2023.

## Mémorial Saint-Georges
Une fontaine est érigée boulevard des Pins par les habitants de Cannes en mémoire du prince Léopold d'Angleterre, duc d'Albany. La pierre est posée par Albert Edward, prince de Galles le 24 février 1887. Un banc de pierre érigé par la reine Victoria en mémoire de son fils se trouve sur la place de la Castre au Suquet.

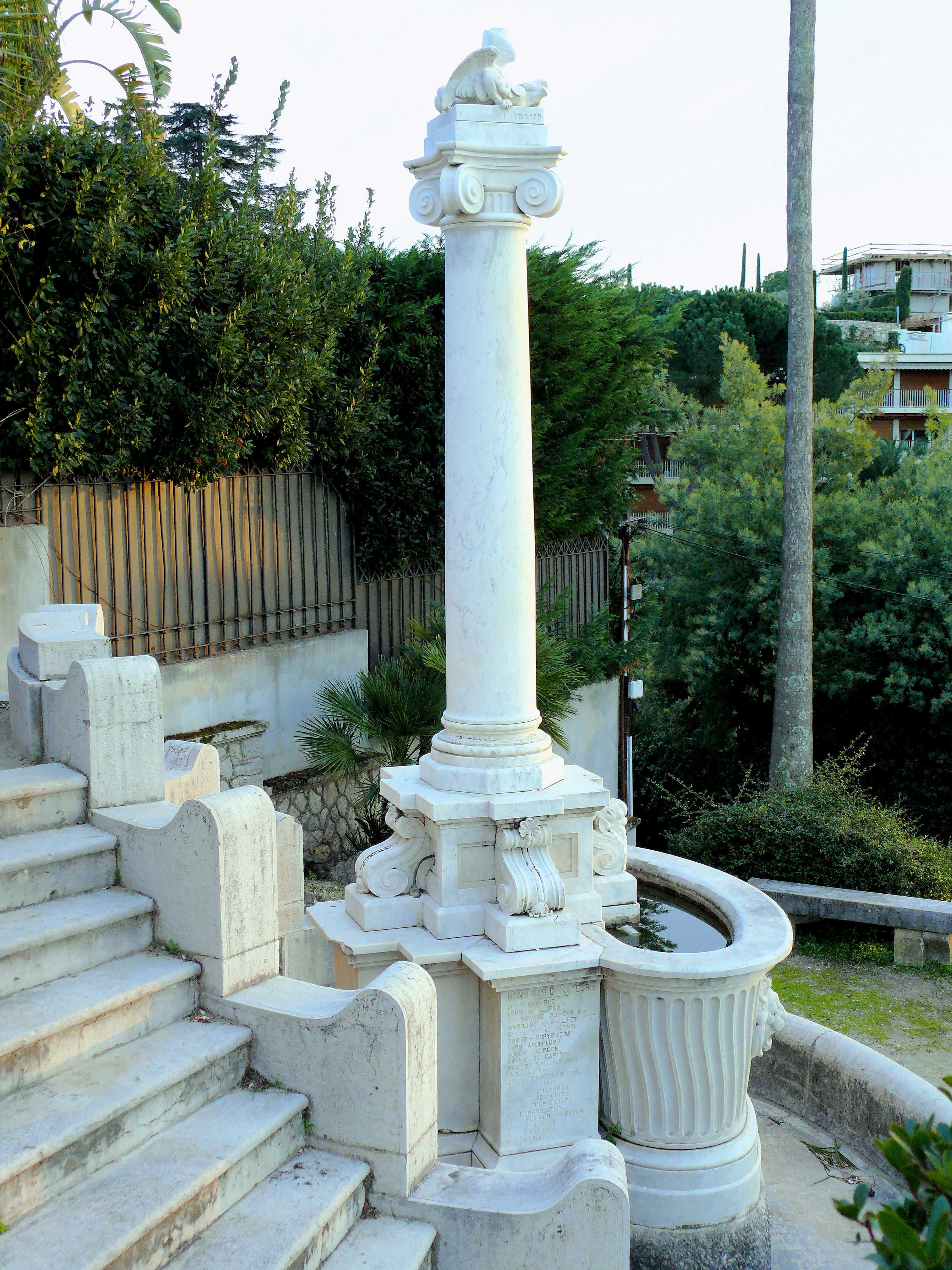
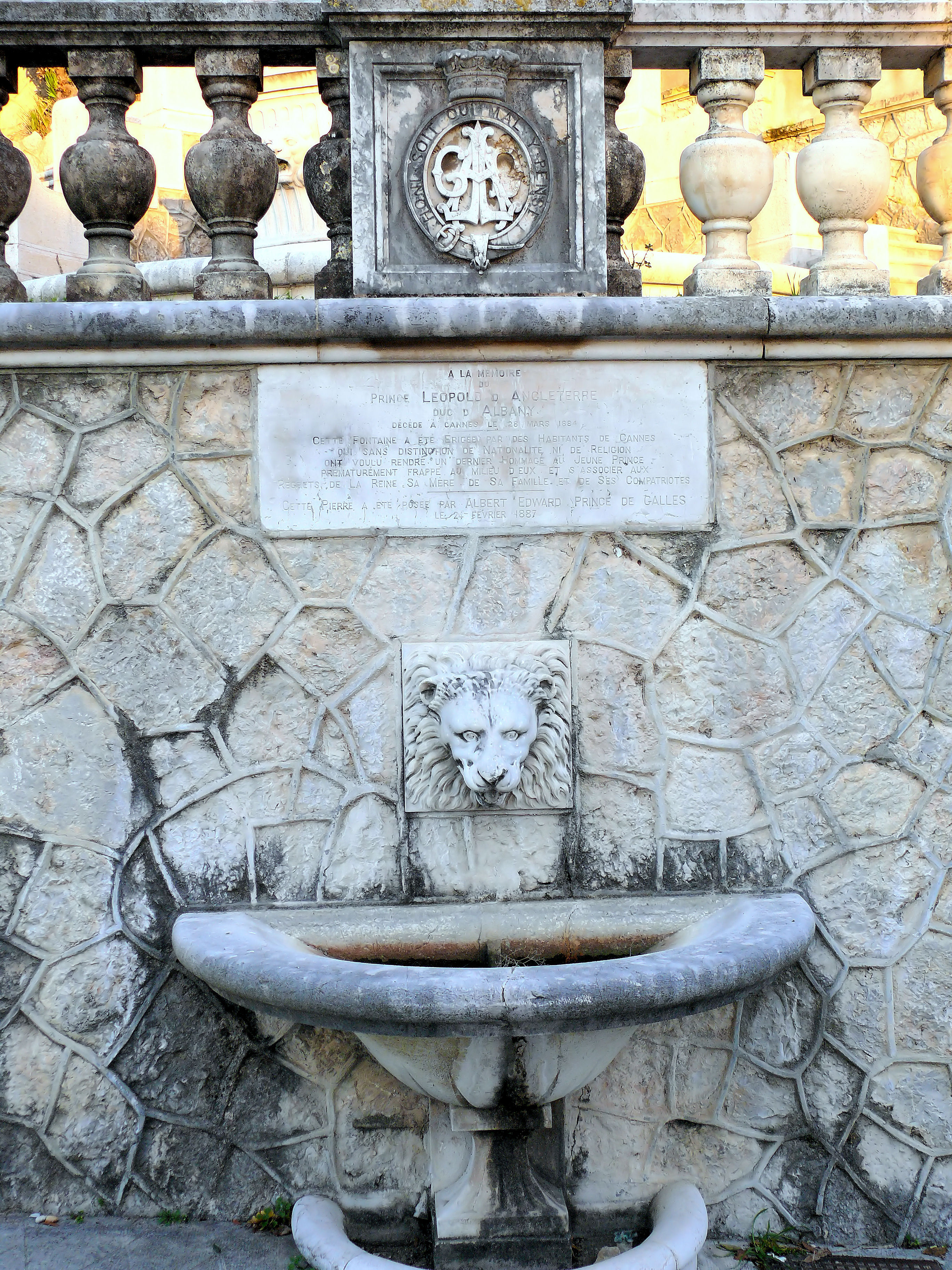
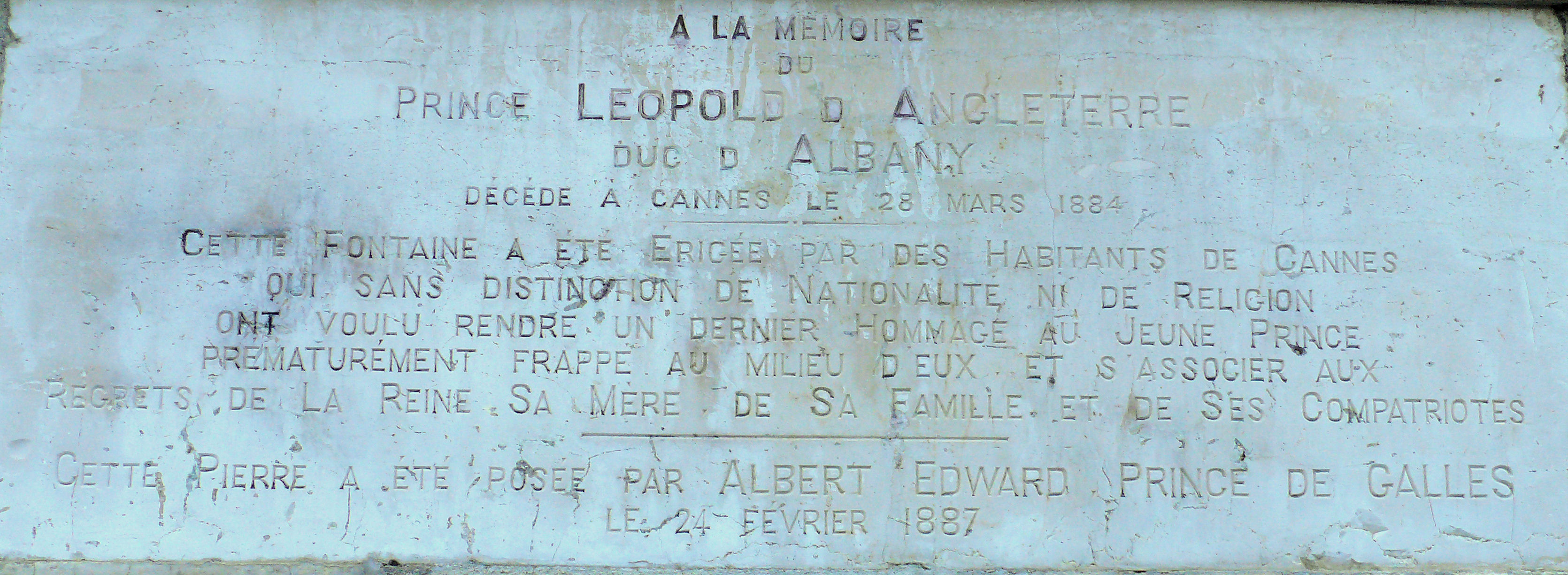
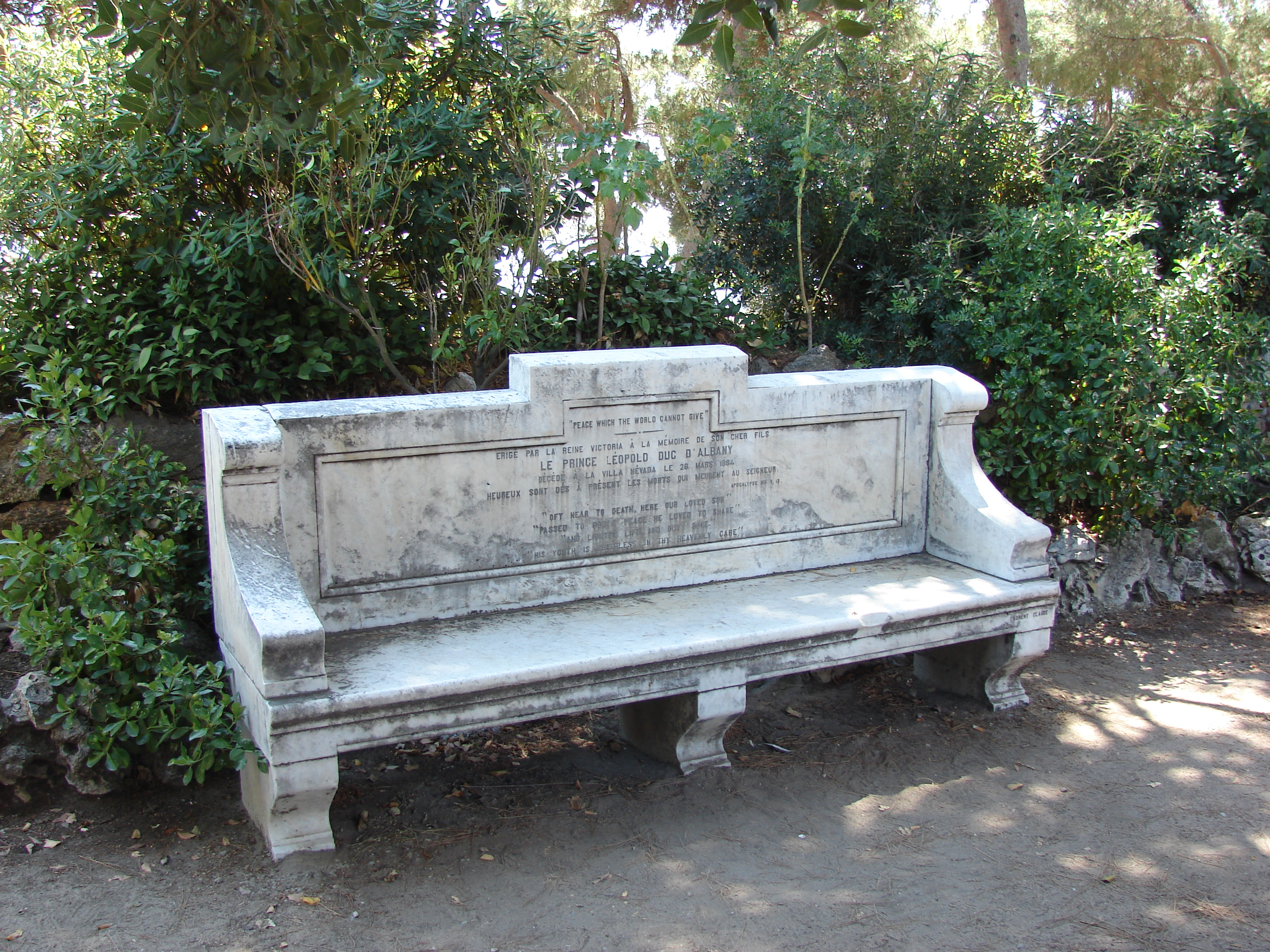